# Melanotus striatus
Melanotus striatus là một loài bọ cánh cứng trong họ Elateridae. Loài này được Guim. miêu tả khoa học năm 1832.